# Catharine MacKinnon
Catharine Alice MacKinnon (Minneapolis, 7 ottobre 1946) è un'avvocata, attivista e scrittrice statunitense.
È docente presso la University of Michigan Law School dal 1990 e presso la Harvard Law School. Dal 2008 al 2012 è stata consigliere speciale di genere presso la Procura della Corte penale internazionale.
In qualità di esperta di diritto internazionale, diritto costituzionale, teoria politica e giuridica e giurisprudenza, MacKinnon si concentra sui diritti delle donne e sull'abuso e lo sfruttamento sessuale, comprese molestie sessuali, stupro, prostituzione, traffico sessuale e pornografia. È stata tra le prime a sostenere che la pornografia è una violazione dei diritti civili e che le molestie sessuali nell'istruzione e nel lavoro costituiscono discriminazione sessuale.
MacKinnon è autrice di oltre una dozzina di libri, tra cui Sexual Harassment of Working Women (1979), Feminism Unmodified (1987), descritto come "uno dei libri di diritto più citati in lingua inglese", Toward a Feminist Theory of the State (1989), Only Words (1993), Sex Equality (2001 e 2007), Women's Lives, Men's Laws (2005) e Butterfly Politics (2017).

## Primi anni
MacKinnon è nata a Minneapolis da Elizabeth Valentine Davis e George E. MacKinnon, avvocato, membro del Congresso (1947-1949) e giudice della Corte d'Appello degli Stati Uniti per il circuito D.C. (1969-1995).
Ha frequentato lo Smith College e ha conseguito il dottorato di ricerca presso l'Università di Yale nel 1977 e un dottorato in scienze politiche, sempre a Yale, nel 1987. Ha ricevuto una borsa di studio dalla National Science Foundation.

## Ricerca e lavoro legale

### Molestie sessuali
Secondo un articolo del 2006 di Deborah Dinner in Legal Affairs, MacKinnon si è concentrata per la prima volta su quelle che sono diventate note come molestie sessuali dopo aver appreso di un'assistente amministrativa alla Cornell University che si era dimessa dopo essere stata ricoverata in ospedale a causa di ciò. La donna aveva rifiutato il trasferimento quando si era lamentata del comportamento del suo supervisore, poi le era stato negato il sussidio di disoccupazione perché si era licenziata per quelli che venivano definiti motivi "personali". 
Nel 1977 MacKinnon si laureò alla Yale Law School dopo aver scritto un articolo sulle molestie sessuali per il professor Thomas I. Emerson sostenendo che si trattava di una forma di discriminazione basata sul sesso. Due anni dopo la Yale University Press pubblicò il suo libro Sexual Harassment of Working Women: A Case of Sex Discrimination creando la rivendicazione legale per molestie sessuali come forma di discriminazione sessuale ai sensi del titolo VII del Civil Rights Act del 1964 e qualsiasi altro divieto di discriminazione sessuale. Mentre lavorava su carta e libro, condivise le bozze con le autorità legali che avevano abbracciato il suo approccio. Inoltre concepì la rivendicazione legale per molestie sessuali come discriminazione sessuale nell'istruzione ai sensi del Titolo IX, che è stata stabilita attraverso un contenzioso promosso dagli studenti di Yale in Alexander v. Yale. Mentre la querelante che era andata in giudizio sui fatti, Pamela Price, perse la causa, la Corte d'Appello degli Stati Uniti per il Secondo Circuito riconobbe che, in base allo statuto sui diritti civili, ovvero il Titolo IX degli Emendamenti sull'istruzione del 1972, le scuole dovevano disporre di procedure per affrontare le molestie sessuali come forma di discriminazione sessuale.

Nel 1986 la Corte Suprema dichiarò in Meritor Savings Bank v. Vinson che le molestie sessuali potevano violare le leggi contro la discriminazione sessuale. MacKinnon fu co-consulente di Mechelle Vinson e scrisse il resoconto alla Corte Suprema. Nella sentenza Meritor, la Corte riconobbe la distinzione tra molestie sessuali quid pro quo e molestie ostili sul posto di lavoro. In un articolo del 2002 MacKinnon scrisse citando la Corte:

### Pornografia

#### Posizioni
MacKinnon, insieme all'attivista femminista Andrea Dworkin, ha cercato di cambiare gli approcci legali alla pornografia inquadrandola come una violazione dei diritti civili sotto forma di discriminazione sessuale e come tratta di esseri umani. Hanno definito la pornografia come:
In Toward a Feminist Theory of the State MacKinnon scrive: "La pornografia, dal punto di vista femminista, è una forma di sesso forzato, una pratica di politica sessuale e istituzione della disuguaglianza di genere". Come documentato da ampi studi empirici, scrive: "La pornografia contribuisce in modo causale ad atteggiamenti e comportamenti di violenza e discriminazione che definiscono il trattamento e lo status di metà della popolazione".

#### Ordinanze contro la pornografia
Nel 1980 Linda Boreman (che era apparsa con il nome di Linda Lovelace nel film pornografico La vera gola profonda) disse che il suo ex marito Chuck Traynor l'aveva violentemente costretta a prendere parte a film pornografici. Boreman rese pubbliche le sue accuse in una conferenza stampa insieme a MacKinnon, membri di Women Against Pornography e la scrittrice femminista Andrea Dworkin offrendo dichiarazioni a sostegno. Dopo la conferenza stampa, Dworkin, MacKinnon, Boreman e Gloria Steinem iniziarono a discutere la possibilità di utilizzare la legge federale sui diritti civili per chiedere danni a Traynor e ai produttori di La vera gola profonda. Questo non fu possibile a causa del termine di prescrizione per una possibile causa.
MacKinnon e Dworkin continuarono a discutere di contenziosi sui diritti civili, in particolare di discriminazione sessuale, come possibile approccio alla lotta alla pornografia. MacKinnon si oppose alle tradizionali argomentazioni e leggi contro la pornografia basate sull'idea di moralità, sporcizia o innocenza sessuale, compreso l'uso della tradizionale legge sull'oscenità criminale per sopprimere la pornografia. Invece di condannare la pornografia per aver violato gli "standard comunitari" di decenza o modestia sessuale, caratterizzò la pornografia come una forma di discriminazione sessuale e cercò di dare alle donne il diritto di chiedere un risarcimento ai sensi della legge sui diritti civili quando potevano provare di essere state danneggiate. Le loro ordinanze contro la pornografia rendono utilizzabile solo materiale sessualmente esplicito che può essere dimostrato essere subordinato sulla base del sesso.
Nel 1983 il governo della città di Minneapolis assunse MacKinnon e Dworkin per redigere un'ordinanza sui diritti civili contro la pornografia come emendamento all'ordinanza sui diritti umani della città di Minneapolis. L'emendamento definì la pornografia come una violazione dei diritti civili contro le donne e consentì alle donne che rivendicavano danni a causa del traffico di materiale pornografico di citare in giudizio i produttori e i distributori per danni in tribunale civile. Permise anche a coloro che erano stati costretti alla pornografia, a cui era stata imposta la pornografia o che erano stati aggrediti in un modo causato dalla pornografia specifica di citare in giudizio per danni che potevano provare. La legge fu approvata due volte dal consiglio comunale di Minneapolis ma fu posto il veto dal sindaco. Un'altra versione dell'ordinanza fu approvata a Indianapolis nel 1984 ma fu dichiarata incostituzionale dalla Settima Corte d'Appello del Circuito.

MacKinnon scrisse sulla Harvard Civil Rights-Civil Liberties Law Review nel 1985:
MacKinnon ha rappresentato Boreman dal 1980 fino alla morte della stessa nel 2002. I libertari civili spesso trovano le teorie di MacKinnon discutibili, sostenendo che non ci sono prove che i media sessualmente espliciti incoraggino o promuovano la violenza contro le donne. Max Waltman afferma che l'evidenza empirica di questo punto di vista è enfatica.

### Lavoro internazionale
Nel febbraio 1992 la Corte Suprema del Canada ha ampiamente accettato le teorie di uguaglianza, propaganda di odio e pornografia di MacKinnon, citando ampiamente da una breve coautrice di una sentenza contro il distributore di pornografia del Manitoba Donald Butler. La sentenza fu controversa per alcuni: a volte è implicito che le spedizioni del libro di Dworkin Pornography: Men Possessing Women fossero state sequestrate dagli agenti doganali canadesi in base a questa sentenza, così come i libri di Marguerite Duras e David Leavitt. In effetti MacKinnon sostenne che il sequestro di materiali per i quali non era stato dimostrato alcun danno era incostituzionale.
Le azioni penali del caso Butler furono intraprese contro la rivista lesbo sadomaso Bad Attitude: le autorità canadesi fecero irruzione in una galleria d'arte e confiscarono dipinti controversi raffiguranti abusi sui minori. Molti attivisti per la libertà di parola e per i diritti dei gay hanno affermato che la legge veniva applicata in modo selettivo, prendendo di mira la comunità LGBT.
MacKinnon ha rappresentato le donne bosniache e croate contro i serbi accusati di genocidio dal 1992, creando la rivendicazione legale per stupro come atto di genocidio in quel conflitto. Fu co-consulente, in rappresentanza della querelante denominata S. Kadic, in Kadic v. Karadzic e vinse la causa che stabiliva la prostituzione forzata e la fecondazione forzata quando basata sull'etnia o la religione in un contesto genocida come atti di genocidio legalmente perseguibili. Nel 2001 MacKinnon fu nominata co-direttrice del progetto Lawyers Alliance for Women (LAW), un'iniziativa di Equality Now, un'organizzazione internazionale non governativa.
MacKinnon e Dworkin proposero la legge contro la prostituzione in Svezia nel 1990, approvata nel 1998.
Alcune organizzazioni e individui, come Global Network of Sex Work Projects, International, e Global Alliance Against Traffic in Women affermano che questo modello legale rende più difficile per le lavoratrici del sesso trovare un alloggio, fare soldi per sopravvivere, selezionare i clienti per evitare la violenza, impedire che i loro fidanzati vengano arrestati come "papponi" ed evitare le interazioni con la polizia che spiegano la pluralità della violenza sessuale contro le lavoratrici del sesso.

## Teoria politica
MacKinnon sostiene che la disuguaglianza tra donne e uomini nella maggior parte delle società forma una gerarchia che istituzionalizza il dominio maschile, subordinando le donne, in un accordo razionalizzato e spesso percepito come naturale. Scrive delle interrelazioni tra teoria e pratica, riconoscendo che le esperienze delle donne sono state, per la maggior parte, ignorate in entrambe le aree. Inoltre usa il marxismo per criticare alcuni punti del femminismo liberale nella teoria femminista e usa il femminismo radicale per criticare la teoria marxista. MacKinnon nota la critica di Marx alla teoria che trattava la divisione di classe come un evento spontaneo che si verificava naturalmente. Comprende l'epistemologia come teorie della conoscenze, e la politica come teorie del potere: "Avere potere significa, tra le altre cose, che quando qualcuno dice: 'le cose stanno così', è considerato così.... Impotenza significa che quando dici "le cose stanno così", non viene interpretato in quel modo. Questo rende articolare il silenzio, percepire la presenza dell'assenza, credere a coloro che sono stati socialmente spogliati di credibilità, contestualizzare criticamente ciò che passa per semplice fatto, necessario all'epistemologia di una politica dei deboli."

## Critica
Durante le guerre sessuali femministe negli anni '80, le femministe che si opponevano a posizioni anti-pornografiche come Carole Vance e la defunta Ellen Willis iniziarono a definirsi "pro-sesso" o " femministe positive al sesso". Le femministe positive al sesso e le femministe anti-pornografiche discussero sui significati impliciti ed espliciti di queste etichette. Le femministe sessualmente positive facevano notare che le ordinanze contro la pornografia redatte da MacKinnon e Dworkin chiedevano la rimozione, la censura o il controllo sul materiale sessualmente esplicito.
In States of Injury (1995), Wendy Brown sostiene che il tentativo di MacKinnon di vietare la prostituzione e la pornografia non protegge principalmente, ma reinscrive la categoria di "donna" come identità essenziale basata sul danno. In The Nation, Brown ha anche definito Toward a Feminist Theory of the State (1989) di MacKinnon come una "visione del mondo profondamente statica e una sensibilità politica antidemocratica, nonché "categoricamente datata" e "sviluppata all'alba della seconda ondata del femminismo... incorniciata da un contesto politico-intellettuale che non esiste più - un monopolio marxista maschile sul discorso sociale radicale ”.

## Vita privata
MacKinnon ha avuto una relazione con l'autore e attivista per i diritti degli animali Jeffrey Masson.

## Opere selezionate
Libri
- (1979).  Sexual Harassment of Working Women: A Case of Sex Discrimination, New Haven, CT, Yale University Press, 1979, ISBN 0-300-02299-9, OCLC 3912752.
- (1987).  Feminism Unmodified: Discourses on Life and Law, Cambridge, MA, Harvard University Press, 1987, ISBN 0-674-29874-8, OCLC 157005506.
- (1988) with Andrea Dworkin.  Pornography and Civil Rights: A New Day for Women's Equality, Minneapolis, MN, Organizing Against Pornography, 1988, ISBN 0-9621849-0-X.
- (1989).  Toward a Feminist Theory of the State, Cambridge, MA, Harvard University Press, 1989, ISBN 0-674-89646-7, OCLC 26545325.
- (1993).  Only Words, Cambridge, MA, Harvard University Press, 1993, ISBN 0-674-63933-2, OCLC 28067216.
- (1997) with Andrea Dworkin (eds.).  In Harm's Way: The Pornography Civil Rights Hearings, Cambridge, MA, Harvard University Press, 1997, ISBN 0-674-44579-1, OCLC 37418262.
- (2001). Sex Equality. University Casebook Series. New York: Foundation Press.
- (2004) with Reva Siegel (eds.). Directions in Sexual Harassment Law. New Haven, CT: Yale University Press.
- (2005).  Women's Lives, Men's Laws, Cambridge, MA, Harvard University Press, 2005, ISBN 0-674-01540-1, OCLC 55494875.
- Are Women Human?: And Other International Dialogues, Cambridge, MA, Harvard University Press, 2006, ISBN 0-674-02187-8, OCLC 62085505.
- (2005). Legal Feminism in Theory and Practice. Resling.
- (2006). Are Women Human? And Other International Dialogues. Cambridge, MA: Harvard University Press.
- (2007). Sex Equality (2nd edition). University Casebook Series. New York: Foundation Press.
- (2014). Traite, Prostitution, Inégalité. Mount Royal, Que: Editions M.
- (2015). Sex Equality Controversies: The Formosa Lectures. Taipei: National Taiwan University Press.
- (2016). Sex Equality (3rd edition). University Casebook Series. St. Paul, MN: Foundation Press.
- (2017). Butterfly Politics. Cambridge, MA: Harvard University Press.
- (2018). Gender in Constitutional Law. Cheltenham: Edward Elgar Publishing.
- (2019). Women's Lives in Men's Courts: Briefs for Change. Northport, NY: Twelve Tables Press

Curatele
- (December 23, 2017). "How Litigation Laid the Ground for Accountability After #MeToo". The Guardian.
- (February 4, 2018). "#MeToo Has Done What the Law Could Not". The New York Times.

Casi giudiziari
- Alexander v. Yale, 459 F.Supp. 1 (D.Conn. 1977), aff'd., 631 F.2d 178 (2d Cir. 1980)
- Meritor Savings Bank v. Vinson, 477 U.S. 57 (1986)
- American Booksellers Ass'n, Inc. v. Hudnut (alternate URL) 771 F.2d 323 (7th Cir. 1985), aff'd, 475 U.S. 1001 (1986)
- Andrews v. Law Society of British Columbia [1989] 1 S.C.R. 143
- R. v. Keegstra, [1990] 3 S.C.R. 697 (See also James Keegstra)
- R. v. Butler, [1992] 1 S.C.R. 452
- Kadic v Karadzic Alternate URL 70 F.3rd 232 (2nd Cir. 1995), rehearing denied, 74 F.3rd 377 (2nd Cir. 1996), cert. denied, 518 U.S. 1005 (1996).